# Giuseppe Foschiani
(Antonio Pellin, Storia di Feltre)
Giuseppe Foschiani (Gemona, 13 maggio 1848 – Feltre, 5 ottobre 1913) è stato un vescovo cattolico italiano.

## Biografia
Nato a Gemona il 13 maggio 1848, fu ordinato sacerdote nel settembre 1870.
Nominato vescovo coadiutore di Belluno e Feltre, titolare di Flaviade, il 24 ottobre 1908, ricevette l'ordinazione episcopale a Roma il 22 novembre dello stesso anno per l'imposizione delle mani del cardinale segretario di Stato Rafael Merry del Val.
L'8 dicembre 1908 annunciò al clero delle due diocesi la fondazione del settimanale interdiocesano L'Amico del Popolo, il cui primo numero uscì il 3 gennaio 1909.
Il 2 luglio 1910, resesi vacanti le sedi episcopali di Belluno e Feltre a seguito della morte del vescovo Francesco Cherubin, divenne vescovo di Belluno e Feltre.
Il 5 ottobre 1913 morì in vescovado a Feltre; il rito esequiale si tenne l'8 ottobre nella cattedrale di Feltre e fu presieduto dal cardinale patriarca di Venezia Aristide Cavallari, concelebranti i vescovi di Concordia e Treviso.
Riposa nella cattedrale di Belluno.

## Genealogia episcopale
La genealogia episcopale è:
- Cardinale Scipione Rebiba
- Cardinale Giulio Antonio Santori
- Cardinale Girolamo Bernerio, O.P.
- Arcivescovo Galeazzo Sanvitale
- Cardinale Ludovico Ludovisi
- Cardinale Luigi Caetani
- Cardinale Ulderico Carpegna
- Cardinale Paluzzo Paluzzi Altieri degli Albertoni
- Papa Benedetto XIII
- Papa Benedetto XIV
- Papa Clemente XIII
- Cardinale Bernardino Giraud
- Cardinale Alessandro Mattei
- Cardinale Pietro Francesco Galleffi
- Cardinale Giacomo Filippo Fransoni
- Cardinale Carlo Sacconi
- Cardinale Edward Henry Howard
- Cardinale Mariano Rampolla del Tindaro
- Cardinale Rafael Merry del Val
- Vescovo Giuseppe Foschiani